# Linda (Abjasia)
Linda (en georgiano: ლინდა; en abjasio: Линда) o Abzhanda (en abjasio: Абжьанда) es una aldea que pertenece a la parcialmente reconocida República de Abjasia, parte del distrito de Sujumi, aunque de iure pertenece al municipio de Sojumi de la República Autónoma de Abjasia de Georgia.

## Toponimia
El nombre histórico del pueblo en estonio es Ülem-Linda (en estonio: Ülem-Linda) y en ruso, Linda (en ruso: Линда).

## Geografía
Linda se encuentra en las estribaciones montañosas de Abjasia, en la confluencia de los ríos Kelasuri y Chalbash, a 9 km de Sujumi. Las aldea se administra desde el pueblo de Dziguta.  

## Historia
El pueblo fue fundado por estonios en 1884. Debido a la guerra de Abjasia, el pueblo se vio especialmente afectado debido a su proximidad a Sujumi.    

## Demografía
La evolución demográfica de Linda entre 1959 y 1989 fue la siguiente:
| 174                                                 | 276 |
| (Fuente: Population of Abkhazia since Soviet times) |     |

Antes de la guerra de Abjasia, la mayoría de la población local eran georgianos y también había minorías de estonios.En 2011, probablemente ningún estonio viva allí.

## Infraestructura

### Educación
El pueblo tenía su propia escuela y casa de oración, sociedad de canto "Koidula" y coro de canto.